# Język blaan
Język blaan (a. bilaan) – język austronezyjski z grupy języków filipińskich. Posługuje się nim blisko 241 tys. osób (2000–2007), mieszkańców regionów Davao i Soccsksargen w południowych Filipinach.
Ethnologue odrębnie rozpatruje dwie odmiany blaan: koronadal i sarangani. Blaan jest blisko spokrewniony z tboli. W użyciu są też inne języki (m.in. filipiński, angielski i cebuański).
Jest zapisywany alfabetem łacińskim.